# Летище Абърдийн
Летище Абърдийн (на английски: Aberdeen Airport) е международно летище в град Абърдийн (Шотландия, Обединено кралство), собственост на LHR Airports Limited.
Летището е открито през юли 1934 г. Обслужва пътникопоток от 3,3 млн. пасажери през 2012 г. Има писта за самолети с дължина 1953 метра, 3 площадки за кацане на хеликоптери, терминал за пътници, офшорен терминал за обслужване на самолети и 3 терминала за обслужване на хеликоптери. Заетите в летището са над 2500 души, от които 250 д. са назначени от летището.